# 班號共用

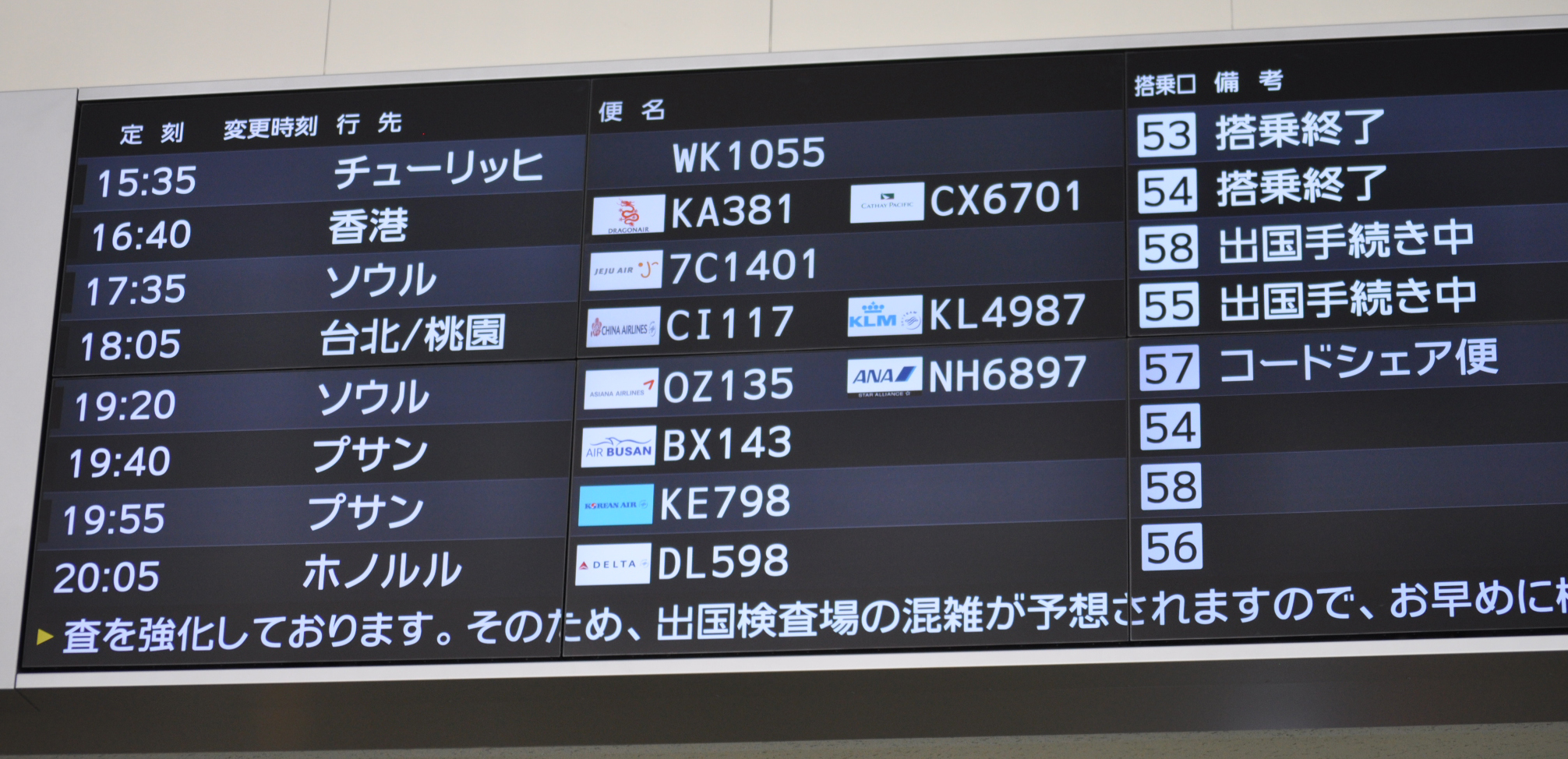
福岡機場的航班資訊顯示屏，其中54、55及57登機閘口的航班為代码共享

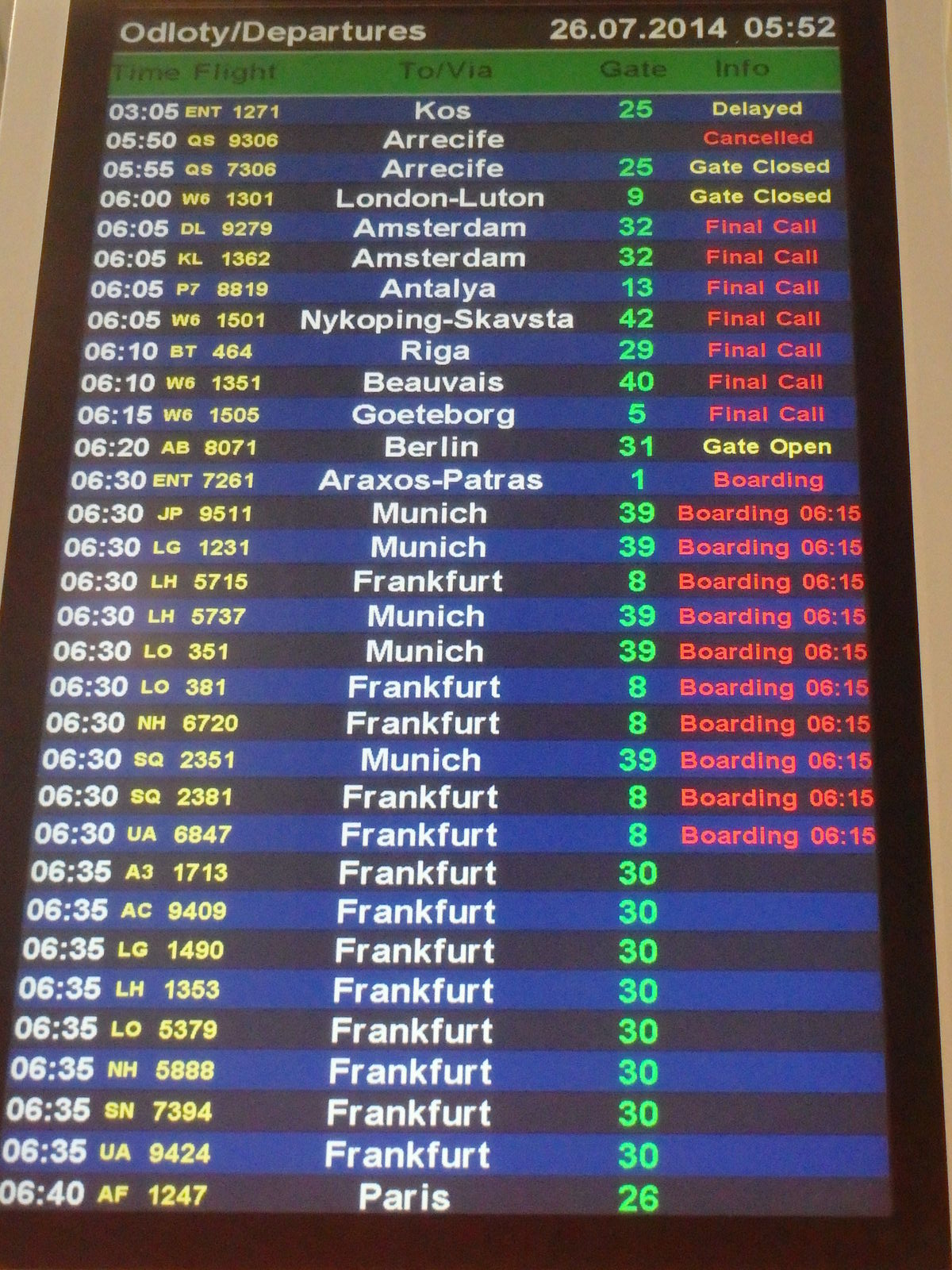
华沙肖邦机场的航班資訊顯示屏，同一登機閘口及起飛時間對應着多個不同的航班代码

代码共享（英語：Code-sharing），台湾称为班號共用，又稱「共掛航班」、「聯營航班」，是現代航空業其中一種相當普遍的經營模式，由多家航空公司共同經營某一航線，常見於以接駁長途航班的短途航班上，也偶見於以商務旅客為主、班次頻密的短途航班。簡單來說，就是航空公司之間的“買位”制度，讓未有飛行該航線的航空公司，能通過購入其他航空公司航班的機票再出售予顧客。班號共用的協議是建基於過往聯程機票的制度上，並進一步發展成全球性的航空公司聯盟。目前國際上三大航空公司聯盟——星空聯盟、天合聯盟及寰宇一家，最初都是由原本就有班號共用合作的航空公司組成聯盟的核心集團，再逐漸吸收新伙伴而擴大成今日的規模。

## 說明
例如國泰航空由香港飛往新加坡的CX691航班與美國航空AA8890航班採用班號共用，這航班是由國泰航空的飛機與空勤人員營運，美國航空不會參與運營，但會替這航班賣票，旅客可以從美國到香港轉乘AA8890航班（亦即國泰CX691）前往新加坡。

## 好處
班號共用可讓各航空公司間達成同業合作，是旅客及雙方航空公司都有利的經營方式，具有“魚幫水，水幫魚”的多贏意味。
旅客方面
- 提供更清晰的票務資料 - 所有資料均以同一航空公司的格式發出，而班號共用航班的飛行時間通常能夠非常順暢地接駁長途航班，能夠縮短中轉時間。
- 提供更優質的中轉支援服務 - 一旦長途航班延誤以致旅客無法趕上班號共用航班，航空公司會提供有關的支援，如安排入住酒店、賠償餐券及機票重新劃位等，而行李同樣會獲得適當的處理。

航空公司方面
- 擴大航線網絡 - 就一些低客量的長途航點，航空公司無需自行營運便能提供服務。例如香港-聖地牙哥航線，國泰航空便能通過與智利國家航空的班號共用航班提供來往洛杉磯-聖地牙哥的服務，再通過自行營運的香港-洛杉磯航班，出售香港經洛杉磯至聖地牙哥的機票。
- 提升航班上座率 - 由於前往低客量長途航點的乘客都會乘搭同一長途航班再轉乘班號共用航班，因此長途航班的上座率會得以提升；而班號共用航班由於多了另一航空公司的客人，因此上座率同樣得以提升。
- 提供更頻密的班次 - 就一些以商務旅客為主的航點，通過班號共用協議，航空公司能提供更頻密的班次，增加航班的選擇。例如香港-台北航線，國泰航空通過與子公司國泰港龍航空的代碼共享協議，合共提供每天20班航班的服務。

## 影響
雖然班號共用的好處甚多，但有時候卻為旅客及航空公司帶來一些問題。
旅客方面
- 壟斷問題 - 部分航空公司透過共同經營某一航線而達致壟斷該航線，以致機票價格高居不下，影響消費者權益。

航空公司方面
- 賠償問題 - 有航空公司的航班經常遲到，以致旅客需要更改班號共用航班，加上有關中轉支援服務成本，所費不菲。
- 影響形象 - 共掛班號的航空公司只負責代售機票，而所有的營業責任都是由實際的承運航空公司負責，一旦承運航空公司出現問題，一些不明白班號共用制度的旅客便會向共掛班號的航空公司責難。例如2011年斐濟太平洋航空的班機因機件故障滯留香港三天，其香港的地勤服務由國泰航空代理；而國泰航空同時在該航班上共掛班號。部分從國泰購入機票的旅客便誤以為航班為國泰營運，並大為不滿。